# Allithwaite
Allithwaite är en by i civil parish Lower Allithwaite, i distriktet Westmorland and Furness, i grevskapet Cumbria, i England. Byn är belägen 10 km från Ulverston. Byn hade 1 168 invånare år 2021.